# Спавајте мирно
„Спавајте мирно” је југословенска телевизијска серија снимљена 1968. године у продукцији Телевизије Београд.

## Епизоде
| Сезона | Епизода | Назив         | Датум            |
| ------ | ------- | ------------- | ---------------- |
| 1      | 1       | Кавијар       | 9. марта 1968.   |
| 1      | 2       | Инструмент    | 16. марта 1968.  |
| 1      | 3       | Старатељи     | 23. марта 1968.  |
| 1      | 4       | Диоген        | 30. марта 1968.  |
| 1      | 5       | Писцис ауреус | 6. априла 1968.  |
| 1      | 6       | Усрећитељ     | 20. априла 1968. |
| 1      | 7       | Кишна глиста  | 27. априла 1968. |
| 1      | 8       | Све има крај  | 4. маја 1968.    |

## Улоге
| Глумац                  | Улога                                |
| ----------------------- | ------------------------------------ |
| Миодраг Петровић Чкаља  | Срећко Напаст (8 еп. 1968)           |
| Вера Ђукић              | Бојка (8 еп. 1968)                   |
| Ђокица Милаковић        | Шарац (8 еп. 1968)                   |
| Живојин Жика Миленковић | Раде (8 еп. 1968)                    |
| Михајло Викторовић      | Др. Стаменко Максимовић (8 еп. 1968) |
| Милутин Мића Татић      | Власта (8 еп. 1968)                  |
| Бранко Ђорђевић         | Деда (6 еп. 1968)                    |
| Михајло Бата Паскаљевић | Исајло (6 еп. 1968)                  |
| Миодраг Поповић Деба    | Пера (6 еп. 1968)                    |
| Миливоје Мића Томић     | (6 еп. 1968)                         |
| Александар Груден       | Југослав (5 еп. 1968)                |
| Бранка Зорић            | (5 еп. 1968)                         |
| Даница Аћимац           | Мама (4 еп. 1968)                    |
| Љубомир Дидић           | (4 еп. 1968)                         |
| Жарко Митровић          | (4 еп. 1968)                         |
| Олга Ивановић           | (3 еп. 1968)                         |
| Богић Бошковић          | Милиционер Жаре (3 еп. 1968)         |
| Тома Курузовић          | (3 еп. 1968)                         |
| Зоран Лонгиновић        | (3 еп. 1968)                         |

 Остале улоге ▼
| Глумац               | Улога        |
| -------------------- | ------------ |
| Љубица Секулић       | (3 еп. 1968) |
| Љубиша Бачић         | (2 еп. 1968) |
| Иван Јонаш           | (2 еп. 1968) |
| Александар Стојковић | (2 еп. 1968) |
| Душан Крцун Ђорђевић | (1 еп. 1968) |
| Слободан Стојановић  | (1 еп. 1968) |

Комплетна ТВ екипа ▼
| Редитељ              | Радивоје Лола Ђукић | (8 еп. 1968)                   |
| Сценариста           | Радивоје Лола Ђукић | (8 еп. 1968)                   |
| Сценариста           | Новак Новак         | (8 еп. 1968)                   |
| Композитор           | Илди Ивањи          | (непознат број епизода)        |
| Директор фотографије | Војислав Лукић      | (непознат број епизода)        |
| Монтажер             | Александар Ћетковић | (непознат број епизода)        |
| Сценограф            | Драгољуб Лазаревић  | (8 еп. 1968)                   |
| Костимограф          | Владанка Ђорђевић   | (8 еп. 1968)                   |
| Помоћник режије      | Дејан Ћорковић      | помоћник редитеља (8 еп. 1968) |
| Остала екипа         | Нада Петернек       | секретар режије (8 еп. 1968)   |